# الانحياز في التعليم
يشير الانحياز في التعليم إلى انحياز حقيقي أو متصوّر في النظام التعليمي.

## انحياز في الكتب المدرسية
غالباً ما يكون محتوى الكتب المدرسية موضوع للجدال/للنقاش، حيث أن الفئة المستهدفة من هذه الكتب هي الشباب، ومصطلح «تبييض» هو المصطلح الشائع الاستخدام للإشارة إلى الإزالة الانتقائية للأدلة أو التعليقات الناقدة أو «الضارة». إن الإبلاغ عن الفظائع العسكرية في التاريخ أمر مثير للجدل، كما في حالة «المحرقة اليهودية» أو ما يعرف بـ«إنكار الهولوكوست»، والتحقيق في قضية جندي الشتاء في حرب فيتنام. عادةً ما يتم التقليل من شأن توضيح العيوب أو السلوك السيئ للمجتمع دفاعاً عن المصالح الوطنية أو القومية. بالإضافة إلى ذلك، حاول المسيحيون وغيرهم من المتدينين في بعض الأحيان عرقلة تدريس نظرية التطور في المدارس، حيث يبدو أن نظرية التطور تتعارض مع معتقداتهم الدينية؛ كما يتم حظر تدريس الخلقية كعلم في العديد من المدارس العامة. في سياق التعليم بالمدارس الثانوية، تؤثر طريقة عرض الحقائق والتاريخ بشكل كبير على تفسير الفكر والرأي والتنشئة الاجتماعية المعاصرة. إحدى الحجج المشروعة لفرض الرقابة على هذا النوع من المعلومات المنشورة، تعتمد على أن «جودة هذه المواد غير مناسبة للشباب». استخدام مصطلح «غير مناسبة» هو أمر مثير للجدل بحد ذاته، لأنه يمكن استعماله لفرض رقابة أكبر نتيجة دوافع سياسية أكثر.

## انحياز ديني
تمتلك العديد من الدول والولايات قواعد إرشادية/مبادئ توجيهية تجاه الانحياز في التعليم، إلا أنها لا تنفذها بشكل دائم. تنص المبادئ التوجيهية لوزارة التعليم في ولاية كاليفورنيا (القانون 60044) على ما يلي: «لا يجوز السخرية من الاعتقاد بأي معتقد أو من أي ممارسة دينية، ولا يجوز تصوير أي جماعة دينية على أنها أقل شأناً من الجماعات الأخرى». «يجب أن يتم تفسير أو وصف أي معتقد أو ممارسة دينية بشكل لا يشجع ولا يكبح إيمان الطالب بأي اعتقاد ديني».
على أساس هذه المبادئ التوجيهية، قام مجلس التعليم في كاليفورنيا بتصحيح بعض التحريفات حول اليهودية والإسلام والهندوسية في الكتب المدرسية في عام  2005. تم وصف العديد من هذه التحريفات بأنها انحيازية أو خاطئة أو مهينة ثقافياً. تم قبول 500 تغيير اقترحه اليهود ونحو 100 تغيير اقترحه المسلمون.

## حسب البلد أو المنطقة

### أستراليا
ركزت دراسة حديثة لإحدى الجامعات الحكومية الكبيرة في سيدني حول تقييم الطلاب للتدريس على الانحياز الجنسي. امتدت مجموعة البيانات التي تضم أكثر من 523.000 استبيان فردي للطلاب في 5 كليات مختلفة خلال فترة 7 سنوات من 2006 حتى 2010. كان هناك2392 دورة خاصة و3123 مدرساً في قواعد البيانات. وقال الباحثون «لقد اكتشفنا انحيازاً إحصائياً مهماً ضد النساء والموظفين من ذوي الخلفيات غير الإنكليزية، على الرغم من أن هذه التأثيرات لا تظهر عند كل أعضاء الهيئة التدريسية. إن النتائج التي توصلنا إليها حول تأثير الخلفية الثقافية جديدة ومهمة، لأنها في أستراليا، حيث يتنوع السكان ثقافياً.وقد ركّزت السياسة والإجراءات الإدارية الحالية على معالجة الانحياز الجنسي، ولكن بدرجة أقل من الانحياز الثقافي أو العرقي، وقد وجدنا بعض الأدلة على أن نسبة النساء أو الموظفين من ذوي الخلفيات غير الإنكليزية في هيئة التدريس قد تكون مرتبطة بشكل سلبي بالانحياز، أي أن وجود مجموعة متنوعة من أعضاء هيئة التدريس قد يقلل من الانحياز؛ ووجدنا أيضاً أنه نظراً لضخامة هذه الانحيازات المحتملة، قد تكون نتائج تقييم الطلاب للتدريس معيبة كمقياس لجودة التدريس، وأخيراً، لم نعثر على دليل على أن الطالب غير واعٍ. كما يتغير الانحياز مع مستوى برنامج شهادتهم».

### الولايات المتحدة الأمريكية
ظهرت العديد من الادعاءات في الآونة الأخيرة ضد الولايات المتحدة الأمريكية حول إخفاء الكثير من الحقائق التاريخية عن العامة أثناء مرحلة التعليم العالي، وبالتالي دفع العامة للاعتقاد بأن الإجراءات التي اتخذتها الحكومة الأمريكية سابقاً مبرّرة وكانت ذات فوائد عالمية.
في اليسار السياسي، يزعم الأستاذان هوارد زين وجيمس لوين أن تاريخ الولايات المتحدة الأمريكية كما هو معروض في الكتب المدرسية منحاز بشكل متحفظ. يسعى كتاب «تاريخ شعب الولايات المتحدة الأمريكية» للمؤرخ الأمريكي والعالم السياسي «زين» إلى تقديم التاريخ الأمريكي من خلال عيون المجموعات التي نادراً ما يسمع صوتها في التاريخ السائد. أمضى لوين عامين في معهد سميثسونيان ليدرس ويقارن بين اثني عشر كتاباً تاريخياً أمريكياً يستخدم على نطاق واسع في جميع أنحاء الولايات المتحدة الأمريكية. تم نشر النتائج التي توصل إليها في كتاب «أكاذيب أخبرني بها معلمي: كل شيء كان كتاب التاريخ الخاص بالمرحلة الثانوية مخطئاً بشأنه».
في اليمين السياسي، خلق البروفيسور لاري شويكارت الحالة المعاكسة، فهو يدّعي في كتابه الأكاديمي «48 كذبة ليبرالية حول التاريخ الأمريكي» أن تعليم الولايات المتحدة الأمريكية يظهر انحياز ليبرالي.
أظهر البروفيسور غاري أ. توبين ودينيس ر. إيبارا في الكتاب التاريخي «المشكلة مع الكتاب المدرسي» كيف أن بعض الكتب المدرسية الأمريكية تحتوي على نسخ معادية للسامية من التاريخ والعقيدة اليهودية، خاصة فيما يتعلق بالمسيحية والإسلام. وجد المؤلفون أن بعض الكتب المدرسية الأمريكية «تميل إلى التشكيك في العلاقات بين اليهود وأرض إسرائيل، وتلقي باللوم على إسرائيل في بدء الحروب في المنطقة وفي الاستعمار. كما أن اليهود متهمون بقتل يسوع؛ بشكل عام، هناك تحريفات متكررة تتجاوز كل الحدود وتصل إلى مستوى التعصب».

### الشرق الأوسط
تعرضت الكتب المدرسية الفلسطينية لانتقادات متكررة بسبب الانحياز ضد إسرائيل. وجدت دراسة مستقلة عن الكتب المدرسية الفلسطينية للأستاذ ناثان براون من جامعة جورج واشنطن أن الكتب التي تؤلفها السلطة الوطنية الفلسطينية تتجنب التعامل مع أي شيء مثير للجدل فيما يتعلق بالهوية الوطنية الفلسطينية، وعلى الرغم من كونها قومية للغاية، إلا أنها لا تحرض على الكراهية والعنف ومعاداة السامية.
وجد مركز مراقبة السلام والتسامح الثقافي في التعليم المدرسي في تحليله للكتب المدرسية الإسرائيلية في عام 2000، أنه لم يكن هناك أي تلقين ضد العرب كأمة، ولا أي عرض سلبي للإسلام. لكن في عام 2012، نشرت نوريت بيليد الحنان –أستاذة اللغة والتعليم في الجامعة العبرية في القدس- في «فلسطين في الكتب المدرسية الإسرائيلية: الأيديولوجيا والدعاية في التعليم» سرد لدراستها لمحتويات الكتب المدرسية الإسرائيلية، والتي وجدت أن الكتب المدرسية الإسرائيلية في الواقع تعمل على تعزيز العنصرية ضد العرب وتصورهم بشكل سلبي، وتعد الأطفال الإسرائيليين للخدمة العسكرية الإلزامية.

### جنوب آسيا

#### الهند
في عام 1982، أصدر المجلس الوطني للبحث والتدريب التربوي مبادئ توجيهية لإعادة كتابة الكتب المدرسية. ونص على ما يلي: «ممنوع وصف فترة القرون الوسطى بأنها فترة صراع بين الهندوس والمسلمين». في نيسان 1989، أصدر مجلس غرب البنغال للتعليم الثانوي تعليمات للمدارس وناشري الكتب المدرسية بأنه «يجب ألا يتم نقد الحكم الإسلامي أبداً، يجب عدم ذكر تدمير المعابد من قبل الحكام والغزاة المسلمين». وقد طلب من المدارس والناشرين تجاهل وحذف ذكر التحويلات القسرية للدين الإسلامي. لقد شعر بعض الأكاديميين أن هذه «التصحيحات» كانت ذات دوافع سياسية وأنها تخضع للرقابة.
انتقد آرون شوري هذه التغييرات في الكتب المدرسية وادّعى أنه تم ترتيب عمليات الحذف الأكثر شمولاً فيما يتعلق بالفصل الخاص ب«سياسة أورانجزيب فيما يخص الدين». إن كل إشارة إلى ما فعله بالهندوس ومعابدهم خلال فترة طويلة من حكمه –لنشر نفوذ المسلمين- تمت محاولة حذفها من الكتب المدرسية... باختصار، لا توجد تحويلات قسرية ولا مذابح ولا تدمير للمعابد.... المؤرخون المسلمون في تلك الأزمنة كانوا في حالة نشوة من أكوام الكفار الذين أرسلوا إلى الجحيم. المؤرخون المسلمون مدحوا حاكمهم طوال الوقت لتدميره المعابد الهندوسية... وتصف الكتب القانونية مثل «علاج الهداية» بالضبط الخيارات التي قامت هذه الكتب المدرسية بالإشارة إليها.
تم انتقاد كتب التاريخ والكتب المدرسية التي كتبها المؤرخ الماركسي روميلا ثابار بسبب انحيازها.

#### باكستان
كان الانحياز في التعليم سمة شائعة في مناهج العديد من دول جنوب آسيا وفقاً لواغمار، لذلك تعاني العديد من المجتمعات الشرقية من حشو القومية والتعصب ما بعد الإمبراطوري، حيث تقوم العقائد التي فرضتها الدولة يقمع القراءات التاريخية الانتقائية. دفعت قضايا مثل الوعظ حول الكراهية والظلامية/التوجه اللاحضاري وتشويه التاريخ في باكستان العلماء الدوليين إلى اقتراح الحاجة إلى تنسيق الجهود بين المؤرخين لإنتاج تاريخ مركب لشبه القارة الهندية كقراءة مشتركة لجنوب آسيا. تضمنت الكتب المدرسية الباكستانية انحيازاً ضد الهنود والهندوس وكذلك الأقليات الدينية الأخرى. ومع ذلك، يشدد نيلسون هنا على ضرورة أن يقوم أي إصلاح تعليمي على احتياجات المجتمعات المحلية.
درس كل من روبينا سايجول، برويز هودبهوي، ك. عزيز، إبراهيم عبد الرحمن، مبارك علي، أ. ح. نيار، أحمد سليم، إيفيت روسر وآخرون الانحياز في الكتب المدرسية الباكستانية.
وجدت دراسة أجراها نيار وسليم (2003) والتي أجريت على 30 خبير في نظام التعليم الباكستاني، أن الكتب المدرسية تحتوي على عبارات تسعى إلى خلق الكراهية تجاه الهندوس. كان هناك أيضاً تركيز على الجهاد والاستشهاد والحروب والأبطال العسكريين. ذكرت الدراسة أن الكتب المدرسية تحتوي على الكثير من الصور النمطية المنحازة جنسياً. بعض المشاكل في الكتب المدرسية الباكستانية المذكورة في التقرير هي: «عدم مراعاة التنوع الديني الحالي للأمة»؛ «التحريض على التشدد والعنف، بما في ذلك التشجيع على الجهاد والاستشهاد»؛ «تمجيد الحرب واستخدام القوة»؛ «عدم دقة الحقائق والإغفال عن بعض الأمور مما يؤدي إلى تشويه طبيعة الأحداث الفعلية في تاريخنا وأهميتها»؛ «وجهات النظر المشجعة على التحامل والتعصب والتمييز ضد إخوانهم من المواطنين، وخاصةً النساء والأقليات الدينية وغيرهم من الأمم» و«إغفال المفاهيم... التي يمكن أن تعزز الوعي الذاتي النقدي بين الطلاب».
يبدو أن هذه المشكلات لاتزال قائمة: فقد رفض قسم المناهج التابع لوزارة التعليم الاتحادية كتابًا مدرسياً في ديسمبر 2003 بسبب اعتراضين خطيرين: الاعتراض الأول كان بسبب احتواء الكتاب المدرسي على رسالة نصية لغير المسلم، والاعتراض الثاني كان بسبب احتوائه على قصة عائلة كان فيها كل من الزوج والزوجة يعملان ويتقاسمان الأعمال المنزلية. في شباط 2004، تم رفض كتاب مدرسي من قبل قسم المناهج لأنه لا يحتوي على مواد كافية عن الجهاد.
كانت الكتب المدرسية الباكستانية غير منحازة نسبياً حتى عام 1972، ولكن تمت إعادة كتابتها وتغييرها بشكل عام في ظل حكم بوتو خاصةً بموجب حكم ضياء (1977-1988). وثقت إيفيت روسر (2003) أيضاً الانحياز في الكتب المدرسية الباكستانية، وكتبت أنه «في العقود القليلة الماضية، استخدمت كتب الدراسات الاجتماعية في باكستان كمواقع للتعبير عن الكراهية التي حاول صناع السياسة الباكستانيين غرسها تجاه جيرانهم الهندوس»، وهذا غرس «في عقول أجيال من الباكستانيين، الذين تلقوا عقيدتهم بواسطة» أيديولوجية باكستان«شظايا من الكراهية والشك».
يتعرض الأساتذة الذين ينتقدون السياسة الباكستانية أو الفساد للتمييز في بعض الأحيان. واجه الدكتور بارفيز هودبهوي -الذي كان أيضًا ناقدًا للسياسة الباكستانية- مشاكل في مغادرة البلاد لحضور محاضرة في قسم الفيزياء في معهد ماساتشوستس للتكنولوجيا، لأنه حرم من وثيقة «لا اعتراض» اللازمة للخروج من البلاد.